# Emanuel Machek
Emanuel Emeryk Jan Machek (ur. 7 marca 1852 w Samborze, zm. 31 lipca 1930 we Lwowie) – lekarz okulista, od 1898 profesor okulistyki Uniwersytetu Franciszkańskiego we Lwowie, twórca i realizator polskiego programu leczenia jaglicy.

## Życiorys
Studiował w Wiedniu, tam też w 1877 uzyskał doktorat. Praktykę okulistyczną odbył w Krakowie i Heidelbergu. W 1882 habilitował się w UJ. W latach 1892–1928 był prymariuszem Oddziału Ocznego Szpitala Powszechnego we Lwowie, zaś w latach 1898–1922 był kierownikiem Katedry Okulistyki, profesorem Uniwersytetu Lwowskiego, zaś w roku akademickim 1920/1921 rektorem UJK.
Był światowym autorytetem w dziedzinie okulistyki, teoretykiem (opis półpaśca ocznego) i wybitnym operatorem (m.in. operacje zaćmy). Jego nowatorskie metody operacji oczu są stosowane do dziś (np. operacja przy opadnięciu powieki). Lwowska uniwersytecka klinika okulistyczna Macheka (położona w kamienicy przy ul. Akademickiej 11), którą założył w 1898 i którą przez 28 lat kierował, w 1914 była jedną z czterech najważniejszych klinik (obok klinik w Berlinie, Amsterdamie i Nowym Jorku).

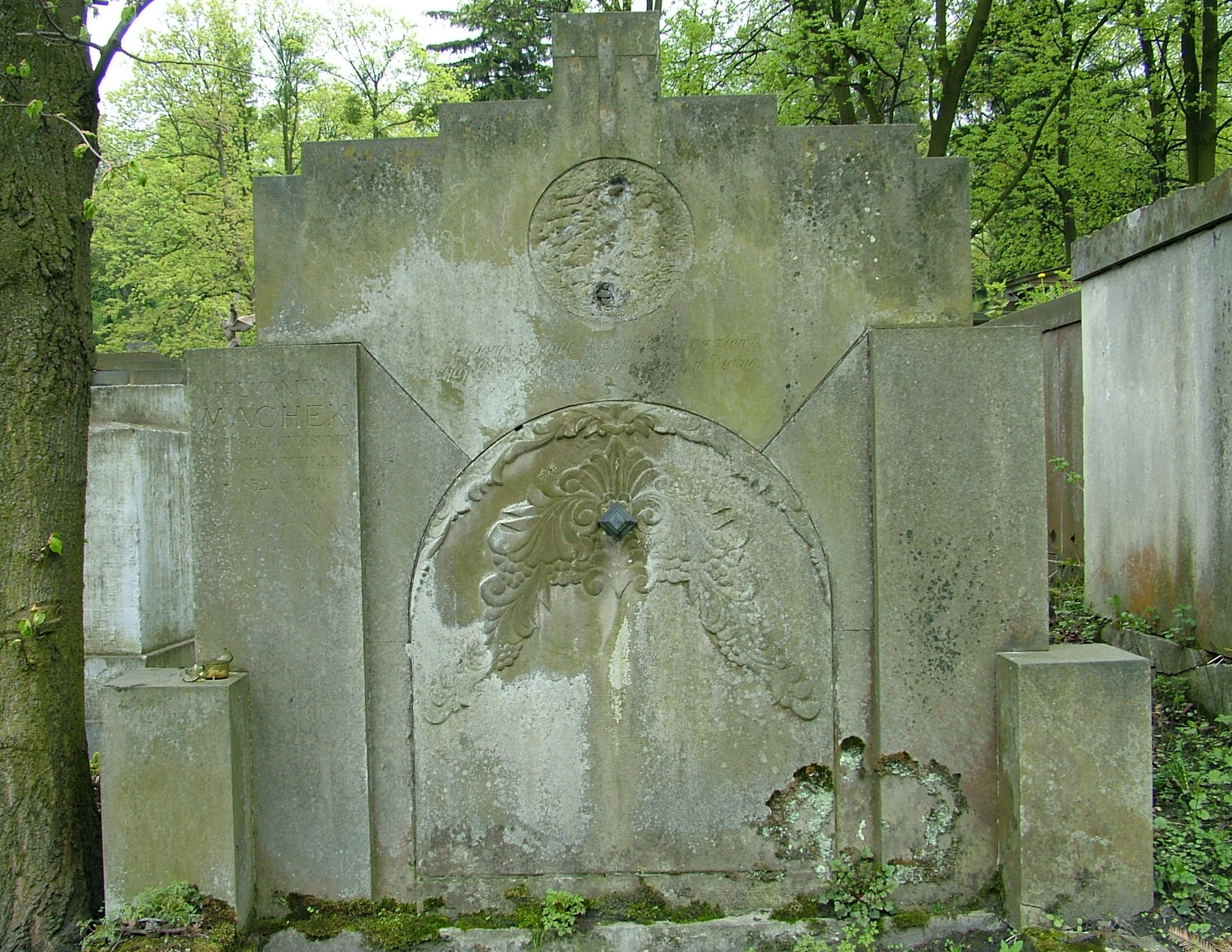
Grobowiec prof. Emenuela Macheka na cmentarzu Łyczakowskim (2005)

Zmarł w wyniku wypadku, gdy podczas spaceru z małżonką we Lwowie został potrącony przez motocyklistę. Został pochowany 3 sierpnia 1930 na Cmentarzu Łyczakowskm.

## Ordery i odznaczenia
- Krzyż Komandorski Orderu Odrodzenia Polski (3 maja 1928)[3]
- Order Złotych Palm Akademickich (Francja)